# Шарлероа
Шарлероа (на френски: Charleroi, [ʃaʁləʁwa]) е град-община в провинция Ено, Белгия, административен център на Окръг Шарлероа. Разположен е на река Самбър. Градът с население от 201 300 жители (1 януари 2006) е най-големият във Валония и трета община в Белгия.

## История
Градът е основан през 1666, когато испанците изграждат крепост до съществуващото село Шарноа, което преименуват на Шарлероа в чест на крал Карлос II. На следващата година районът е окупиран от французите и фортификационните работи са продължени и довършени от маршал Себастиан дьо Вобан. Крал Луи XIV предоставя привилегии на жителите на града, за да го развие, но договорът от Неймеген от 1678 го връща на испанците. През 19 век и началото на 20 век населението на Шарлероа нараства бързо с индустриализацията, основаваща се на въглищата, желязото и стъклото.
| Демографско развитие на Шарлероа между 1695 и 2005 |      |      |        |         |         |         |
| 1695                                               | 1784 | 1809 | 1910   | 1977    | 1996    | 2005    |
| 1350                                               | 3563 | 4503 | 28 083 | 223 000 | 205 702 | 201 373 |

## Икономика
Шарлероа е един от традиционните центрове на белгийската тежка промишленост – въгледобив, металургия, стъкларска и химическа промишленост, енергетика.
В Шарлероа се намира международното летище Шарлероа Брюксел Юг, алтернатива на основното Международно летище Брюксел в Завентем.

## Известни личности
Родени в Шарлероа
- Жул Дестре (1863 – 1936), политик
- Жозе-Андре Лакур (1919 – 2005), писател
- Жорж Льометър (1894 – 1966), физик
- Фернан Льоша (1895 – 1959), психолог

Починали в Шарлероа
- Жан Дювийозар (1900 – 1977), политик